# Liste der Biografien/Pare
Liste der Biografien |
Portal Biografien |
Personensuche
# |
A |
B |
C |
D |
E |
F |
G |
H |
I |
J |
K |
L |
M |
N |
O |
P |
Q |
R |
S |
T |
U |
V |
W |
X |
Y |
Z |
?
 
Pa |
Pc |
Pe |
Pf |
Ph |
Pi |
Pj |
Pk |
Pl |
Pm |
Pn |
Po |
Pr |
Ps |
Pt |
Pu |
Pv |
Pw |
Py
 
Paa |
Pab |
Pac |
Pad |
Pae |
Paf |
Pag |
Pah |
Pai |
Paj |
Pak |
Pal |
Pam |
Pan |
Pao |
Pap |
Paq |
Par |
Pas |
Pat |
Pau |
Pav |
Paw |
Pax |
Pay |
Paz
 
Para |
Parb |
Parc |
Pard |
Pare |
Parf |
Parg |
Parh |
Pari |
Park |
Parl |
Parm |
Parn |
Paro |
Parp |
Parq |
Parr |
Pars |
Part |
Paru |
Parv |
Parw |
Pary |
Parz
Die Liste der Biografien führt alle Personen auf, die in der deutschsprachigen Wikipedia einen Artikel haben. Dieses ist eine Teilliste mit 152 Einträgen von Personen, deren Namen mit den Buchstaben „Pare“ beginnt.

## Pare
- Paré, Ambroise († 1590), französischer Chirurg
- Pare, Christopher F. E. (* 1959), britischer Historiker
- Paré, Francis (* 1987), belarussisch-kanadischer Eishockeyspieler
- Paré, Jean-Philippe (* 1979), kanadischer Eishockeyspieler
- Paré, Jessica (* 1980), kanadische Schauspielerin
- Paré, Joseph (* 1943), französischer Radrennfahrer
- Paré, Maroussia (* 1996), französische Sprinterin
- Paré, Michael (* 1958), US-amerikanischer SchauspielerMichael Paré (* 1958)

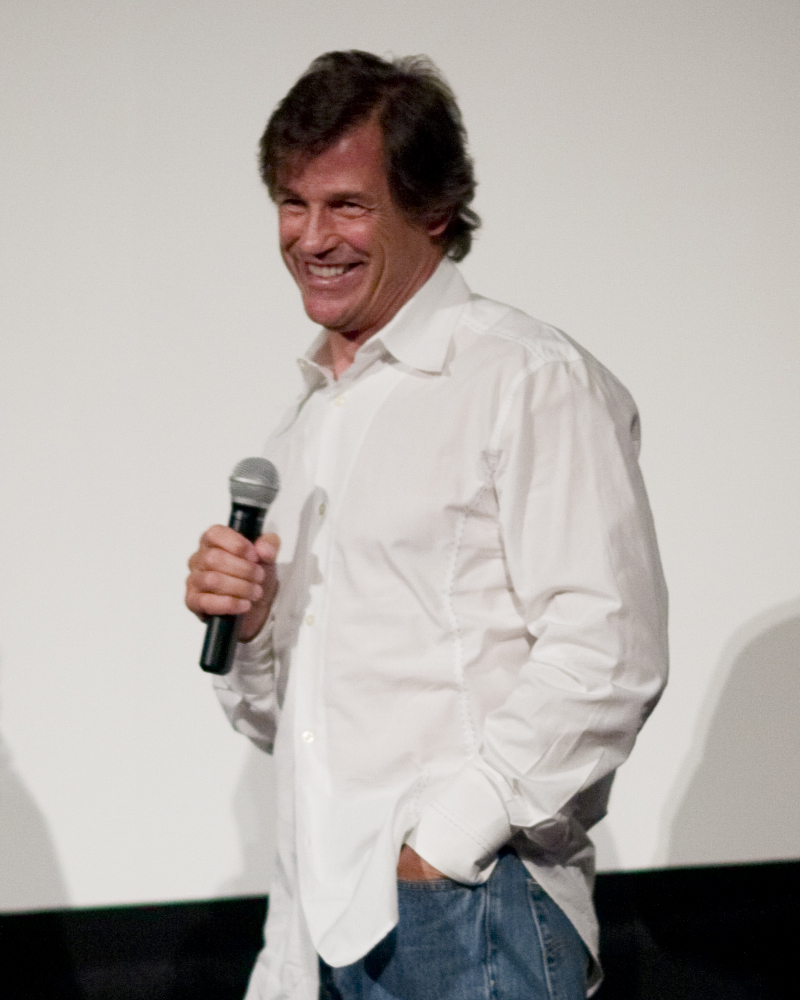
Michael Paré (* 1958)

- Pare, Richard (* 1948), britischer Architekturfotograf
- Paré, Ru (1896–1972), niederländische Malerin und Widerstandskämpferin
- Paré, Yves (* 1945), kanadischer Badmintonspieler

### Parea
- Pareau, Jean Henri (1761–1833), niederländischer Orientalist und reformierter Theologe

### Parec
- Parecattil, Joseph (1912–1987), indischer Geistlicher, Erzbischof von Ernakulam und Kardinal
- Parecchini, Aldo (* 1950), italienischer Radrennfahrer
- Parecker, Werner (* 1979), deutscher Komponist, Organist und Dirigent

### Pared
- Parede Pinheiro, Guilherme (* 1995), brasilianischer Fußballspieler
- Paredes Cruz, Florencio Félix (* 1961), bolivianischer Ordensgeistlicher, römisch-katholischer Prälat von Humahuaca
- Paredes Rangel, Beatriz (* 1953), mexikanische Politikerin
- Paredes y Arrillaga, Mariano (1797–1849), mexikanischer Militär und dreimaliger Präsident von Mexiko
- Paredes, Aitor (* 2000), spanischer Fußballspieler
- Paredes, Benjamín (* 1962), mexikanischer Marathonläufer
- Paredes, Carlos (1925–2004), portugiesischer Komponist und Meister der portugiesischen Gitarre
- Paredes, Carlos Humberto (* 1976), paraguayischer Fußballspieler
- Paredes, Cecilia (* 1950), peruanische Künstlerin
- Paredes, Consuelo G., philippinische Badmintonspielerin
- Paredes, Elioro (* 1921), paraguayischer Fußballspieler
- Paredes, Esteban (* 1980), chilenischer Fußballspieler
- Paredes, Frederico (1889–1972), portugiesischer Degenfechter
- Paredes, Hilda (* 1957), mexikanisch-britische Komponistin und Hochschullehrerin
- Paredes, Irene (* 1991), spanische FußballspielerinIrene Paredes (* 1991)

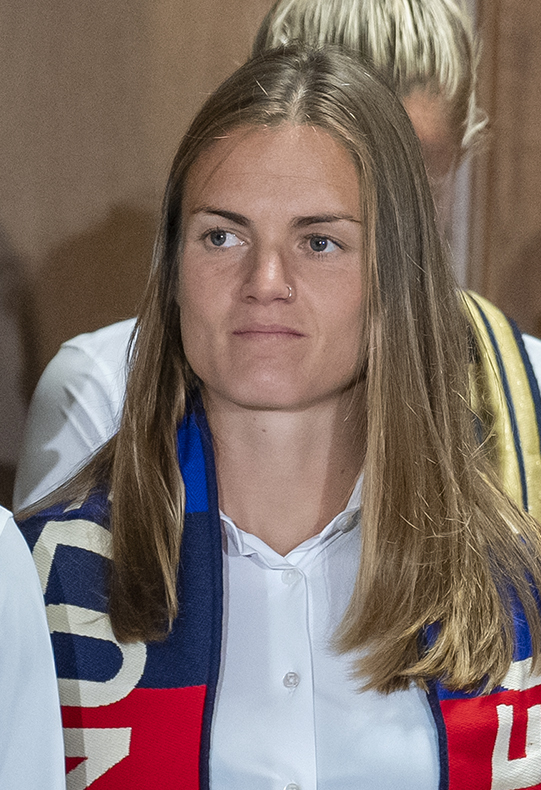
Irene Paredes (* 1991)

- Paredes, Javier (* 1982), spanischer Fußballspieler
- Parédès, Jean (1914–1998), französischer Schauspieler und Sänger
- Paredes, Jefferson (* 2006), ecuadorianischer Leichtathlet
- Paredes, Jhon (* 2002), kolumbianischer Sprinter
- Paredes, Jorge, chilenischer Fußballspieler
- Paredes, Juan (* 1953), mexikanischer Boxer
- Paredes, Juan Carlos (* 1987), ecuadorianischer Fußballspieler
- Paredes, Julio, chilenischer Fußballspieler
- Paredes, Kevin (* 2003), amerikanisch-dominikanischer Fußballspieler
- Paredes, Laura (* 1996), paraguayische Speerwerferin
- Paredes, Leandro (* 1994), argentinischer FußballspielerLeandro Paredes (* 1994)

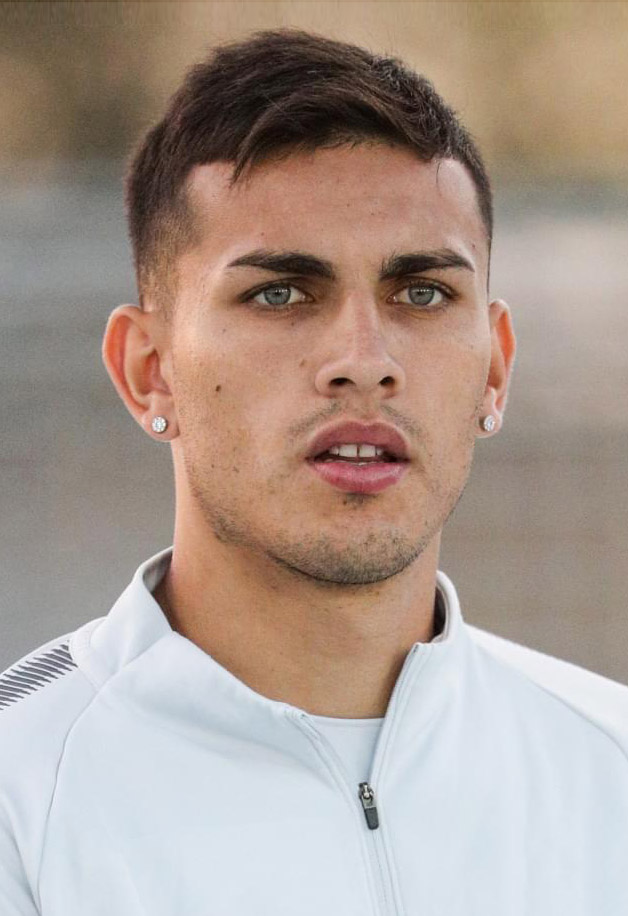
Leandro Paredes (* 1994)

- Paredes, Manuel Rigoberto (1870–1951), bolivianischer Volkskundler, Ethnograph, Historiker, Essayist und Politiker
- Paredes, Mariano (1800–1856), guatemaltekischer Präsident
- Paredes, Mariano (1912–1979), mexikanischer Künstler
- Paredes, Marisa (1946–2024), spanische Schauspielerin
- Paredes, Matías (* 1982), argentinischer Hockeyspieler
- Paredes, Pablo (* 1966), chilenischer Fusion- und Jazzmusiker (Keyboard, Komposition)
- Paredes, Quintín B. (1884–1973), philippinischer Politiker und Manager
- Paredes, Raúl (* 1966), mexikanischer Fußballspieler
- Paredes, Rossmary (* 2004), paraguayische Hürdenläuferin
- Paredes, Rubén Darío (* 1933), panamaischer Offizier
- Paredes, William (* 1985), mexikanischer Fußballspieler
- Paredis, Joannes (1795–1886), katholischer Bischof von Roermond

### Parei
- Parei, Inka (* 1967), deutsche Schriftstellerin
- Pareigis, Bodo (* 1937), deutscher Mathematiker
- Pareigis, Jana (* 1981), deutsche Journalistin und FernsehmoderatorinJana Pareigis (* 1981)

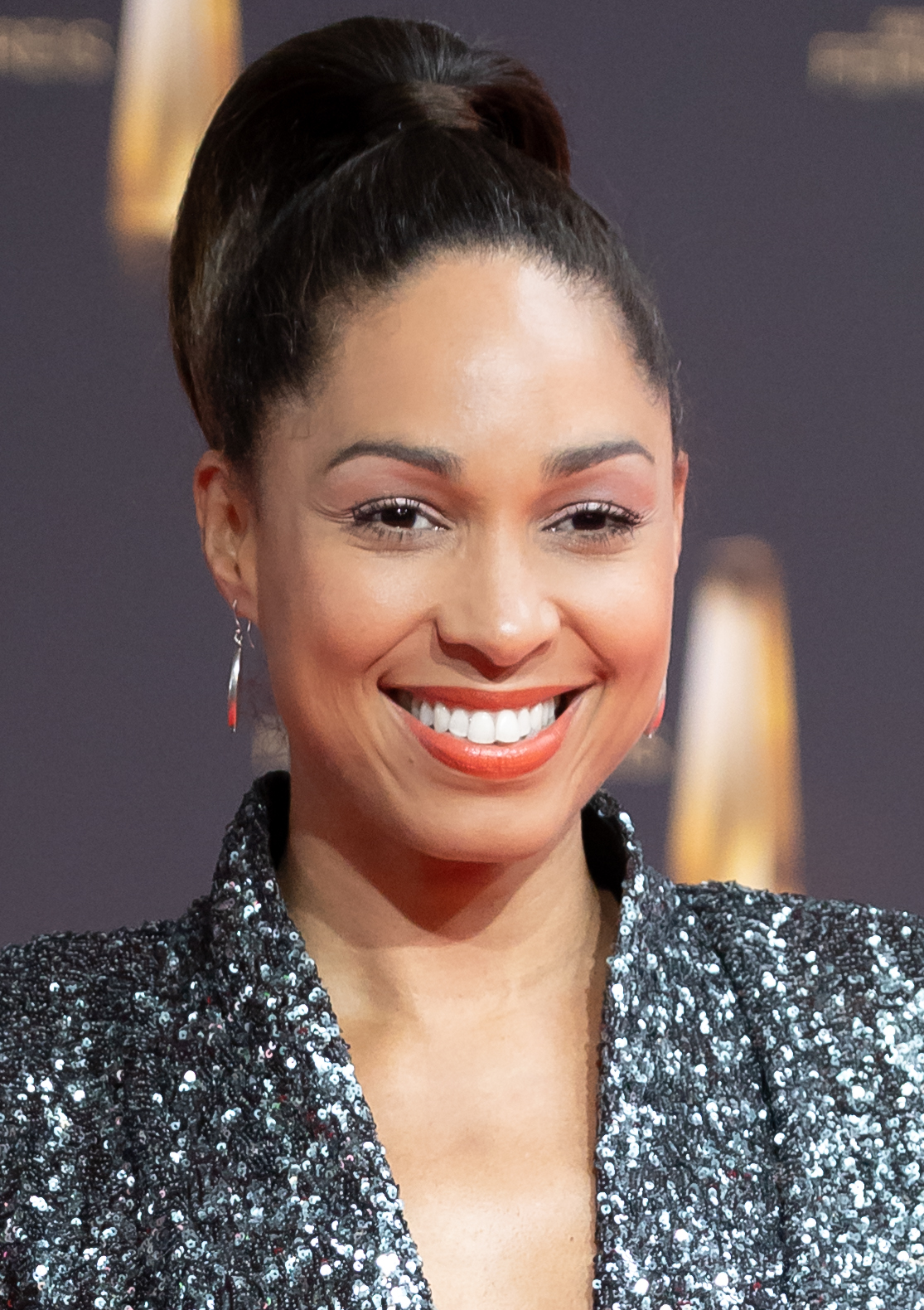
Jana Pareigis (* 1981)

- Pareiko, Sergei (* 1977), estnischer Fußballspieler

### Parej
- Pareja, Jennifer (* 1984), spanische Wasserballspielerin
- Pareja, Jesús (* 1955), spanischer Autorennfahrer
- Pareja, Juan de († 1670), spanischer Maler
- Pareja, Julieta (* 2009), US-amerikanische TennisspielerinJulieta Pareja (* 2009)

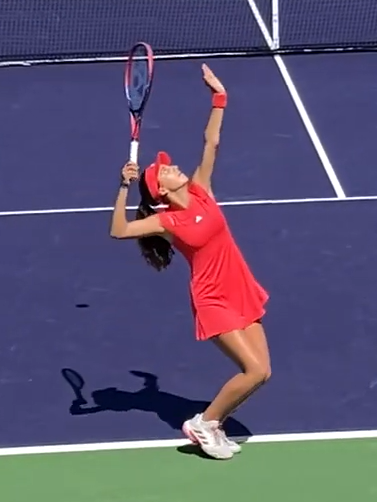
Julieta Pareja (* 2009)

- Pareja, Nicolás (* 1984), argentinischer Fußballspieler
- Parejo Jiménez, María Ángeles (* 1969), spanische Fußballspielerin
- Parejo, Dani (* 1989), spanischer Fußballspieler

### Parek
- Parek, Lagle (* 1941), sowjetischen Dissidentin und estnische Politikerin
- Parekh, Andrij (* 1971), US-amerikanischer Kameramann und Filmregisseur
- Parekh, Annemarie (* 1941), Schweizer Tanzpädagogin und Choreografin
- Parekh, Bhikhu, Baron Parekh (* 1935), britischer Politiker, Politikwissenschaftler, Hochschullehrer und Autor
- Parekh, Payal, indische Klimaschützerin und Kampagnenberaterin

### Parel
- Parelius, Fredrik (1879–1970), norwegischer Schriftsteller und Jurist
- Parelius, Jacob von der Lippe (1744–1827), norwegischer Pfarrer und Naturwissenschaftler
- Parelius, Jacob von der Lippe, der Jüngere (1782–1861), norwegischer Theologe und Pfarrer
- Parellis, Apostolos (* 1985), zyprischer Diskuswerfer
- Parello, Daniel (* 1966), deutscher Kunsthistoriker
- Parély, Mila (1917–2012), französische Schauspielerin

### Paren
- Parenago, Pawel Petrowitsch (1906–1960), russischer Astronom und Hochschullehrer
- Parennefer, altägyptischer Beamter
- Parensen, Michael (* 1986), deutscher FußballspielerMichael Parensen (* 1986)

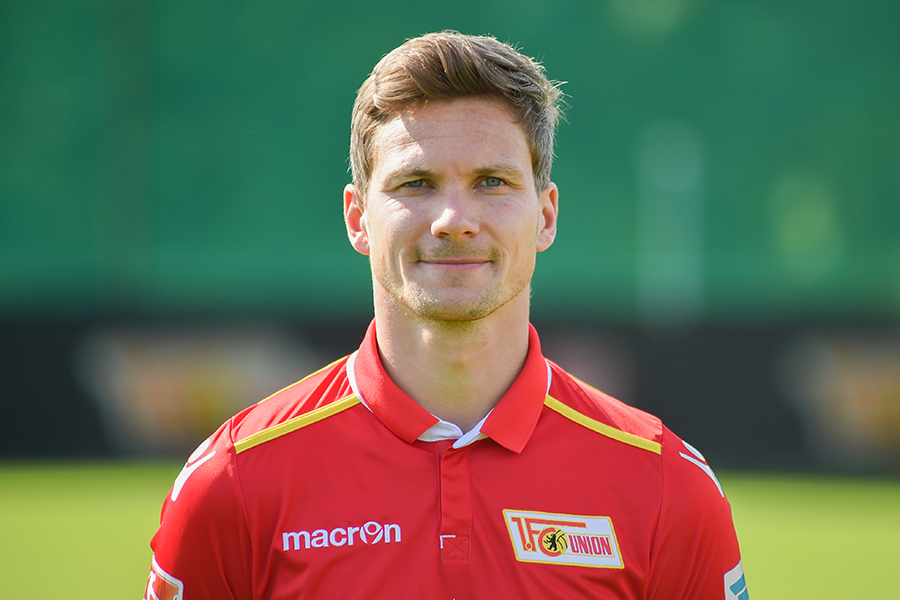
Michael Parensen (* 1986)

- Parent, Antoine (1666–1716), französischer Mathematiker
- Parent, Aubert Joseph (1753–1835), französischer Architekt, Zeichner, Bildhauer und Bildschnitzer
- Parent, Bernie (* 1945), kanadischer Eishockeyspieler
- Parent, Claude (1923–2016), französischer Architekt
- Parent, Georges (1885–1918), französischer Radrennfahrer
- Parent, Hortense (1837–1929), französische Pianistin, Klavierpädagogin und Komponistin
- Parent, Joseph, französischer Turner
- Parent, Lionel (1905–1980), kanadischer Sänger und Komponist
- Parent, Manda (1907–1992), kanadische Schauspielerin
- Parent, Marie-Danielle (* 1954), kanadische Sopranistin
- Parent, Marie-Pierre (* 1982), kanadische Biathletin
- Parent, Mary (* 1968), US-amerikanische Filmproduzentin
- Parent, Mimi (1924–2005), kanadische Künstlerin des Surrealismus
- Parent, Monique (* 1965), US-amerikanische Schauspielerin und Model
- Parent, Rich (* 1973), kanadischer Eishockeytorwart
- Parent, Ryan (* 1987), kanadischer Eishockeyspieler und -trainer
- Parent, Simon-Napoléon (1855–1920), kanadischer Politiker
- Parent, Steven (1951–1969), US-amerikanisches Mordopfer, Opfer der Manson Family
- Parent, Thomas (* 1949), deutscher Historiker
- Parente di Giotto, italienischer Maler des Mittelalters
- Parente, Álvaro (* 1984), portugiesischer Automobilrennfahrer
- Parente, Barbara (* 1980), deutsche Fernsehmoderatorin
- Parente, Giovanni Maria, italienischer Ordensbruder, Schriftsteller und Herausgeber
- Parente, Isaiah (* 2000), US-amerikanisch-italienischer Fußballspieler
- Parente, Nildo (1936–2011), brasilianischer Schauspieler
- Parente, Pedro (* 1953), brasilianischer Ingenieur und Politiker
- Parente, Pietro (1891–1986), italienischer Geistlicher, Kardinal der römisch-katholischen Kirche
- Parenteau, Jean-Pierre (1944–2024), französischer Radrennfahrer
- Parenteau, Pierre-Alexandre (* 1983), kanadischer Eishockeyspieler
- Parenti, Andrea (* 1965), italienischer Bogenschütze
- Parenti, Christian, US-amerikanischer Journalist
- Parenti, Johannes († 1250), Generalminister des Franziskanerordens (1227–1232)
- Parenti, Lynne R. (* 1954), US-amerikanische Ichthyologin
- Parenti, Michael (* 1933), US-amerikanischer Politologe, Historiker und PublizistMichael Parenti (* 1933)

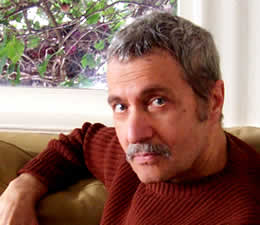
Michael Parenti (* 1933)

- Parenti, Neri (* 1950), italienischer Filmregisseur und Drehbuchautor
- Parenti, Rino (1895–1953), italienischer faschistischer Politiker, Mitglied der Camera dei deputati, Präsident des CONI
- Parenti, Stefano (* 1959), italienischer römisch-katholischer Theologe
- Parenti, Tony (1900–1972), US-amerikanischer Jazz-Klarinettist
- Parenzan, Cristiana (* 1970), italienische Beachvolleyballspielerin

### Parep
- Parepa-Rosa, Euphrosyne (1836–1874), britische Opernsängerin (Sopran)

### Parer
- Parer, Damien (1912–1944), australischer Kameramann und Fotograf
- Parera Ibáñez, Artur (* 2002), spanischer Handballspieler
- Parera, Blas (1776–1840), spanischer Komponist, Schöpfer der argentinischen Nationalhymne
- Parera, Silvia (* 1969), spanische Schwimmerin

### Pares
- Parès, Gabriel (1860–1934), französischer Militärmusiker, Komponist und Arrangeur
- Pares, Marion (1914–2004), britische Autorin
- Pares, Richard (1902–1958), britischer Historiker
- Pares, Ursula (1907–1986), britische Fotografin und Herausgeberin
- Paresce, René (1886–1937), italienischer Physiker, Maler und Journalist

### Paret
- Paret y Alcázar, Luis (1746–1799), spanischer Maler
- Paret, Benny (1937–1962), kubanischer Boxer
- Paret, Oscar (1889–1972), deutscher Archäologe
- Paret, Peter (1924–2020), US-amerikanischer Historiker deutscher Herkunft
- Paret, Rudi (1901–1983), deutscher Islamwissenschaftler, Koranübersetzer
- Paret, Wilhelm (1864–1938), deutscher Pastor und Fotograf
- Paret-Peintre, Aurélien (* 1996), französischer Radrennfahrer
- Paret-Peintre, Valentin (* 2001), französischer RadrennfahrerValentin Paret-Peintre (* 2001)

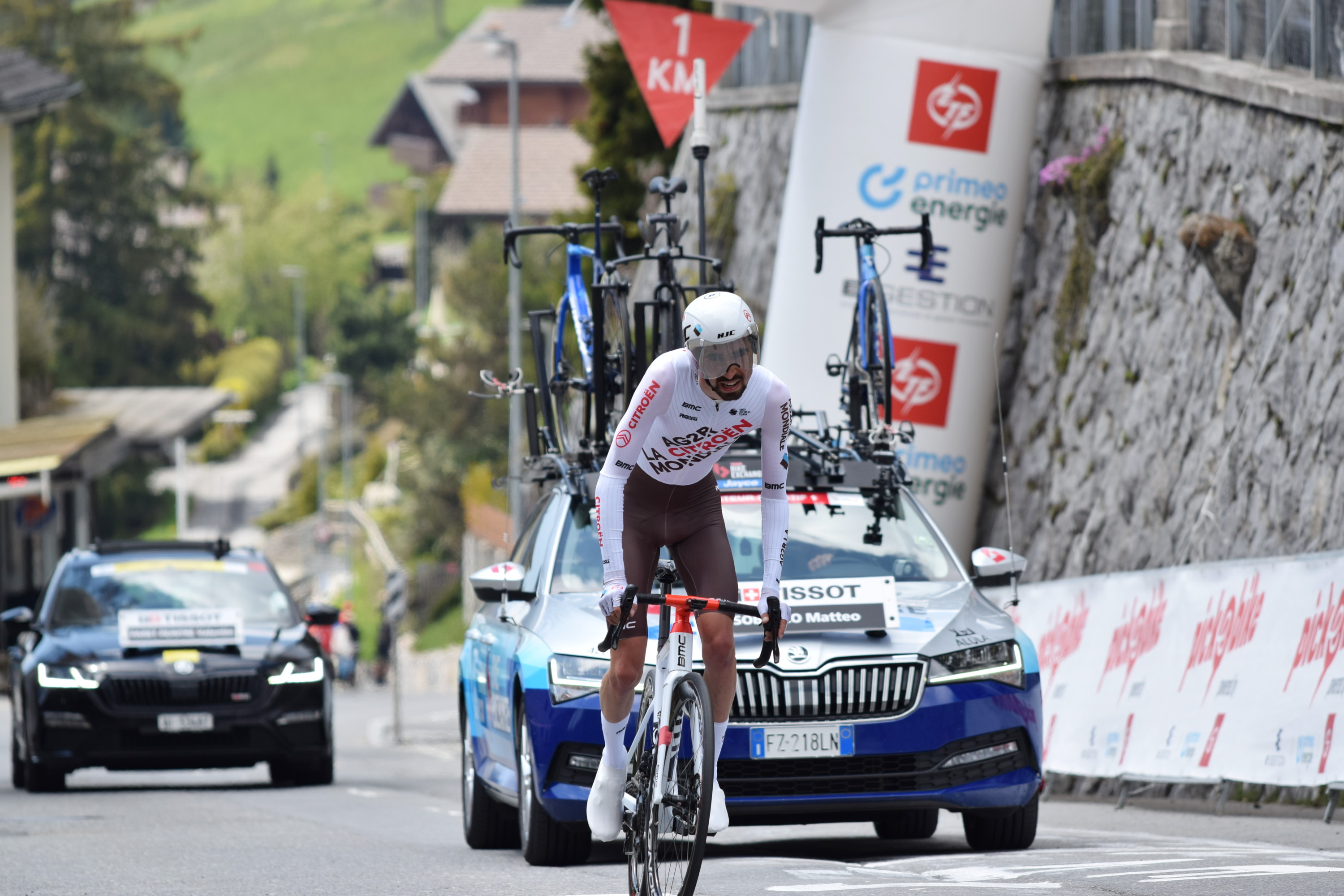
Valentin Paret-Peintre (* 2001)

- Pareto, Paula (* 1986), argentinische Judoka und Medizinerin
- Pareto, Vilfredo (1848–1923), italienischer Ingenieur, Ökonom und SoziologeVilfredo Pareto (1848–1923)

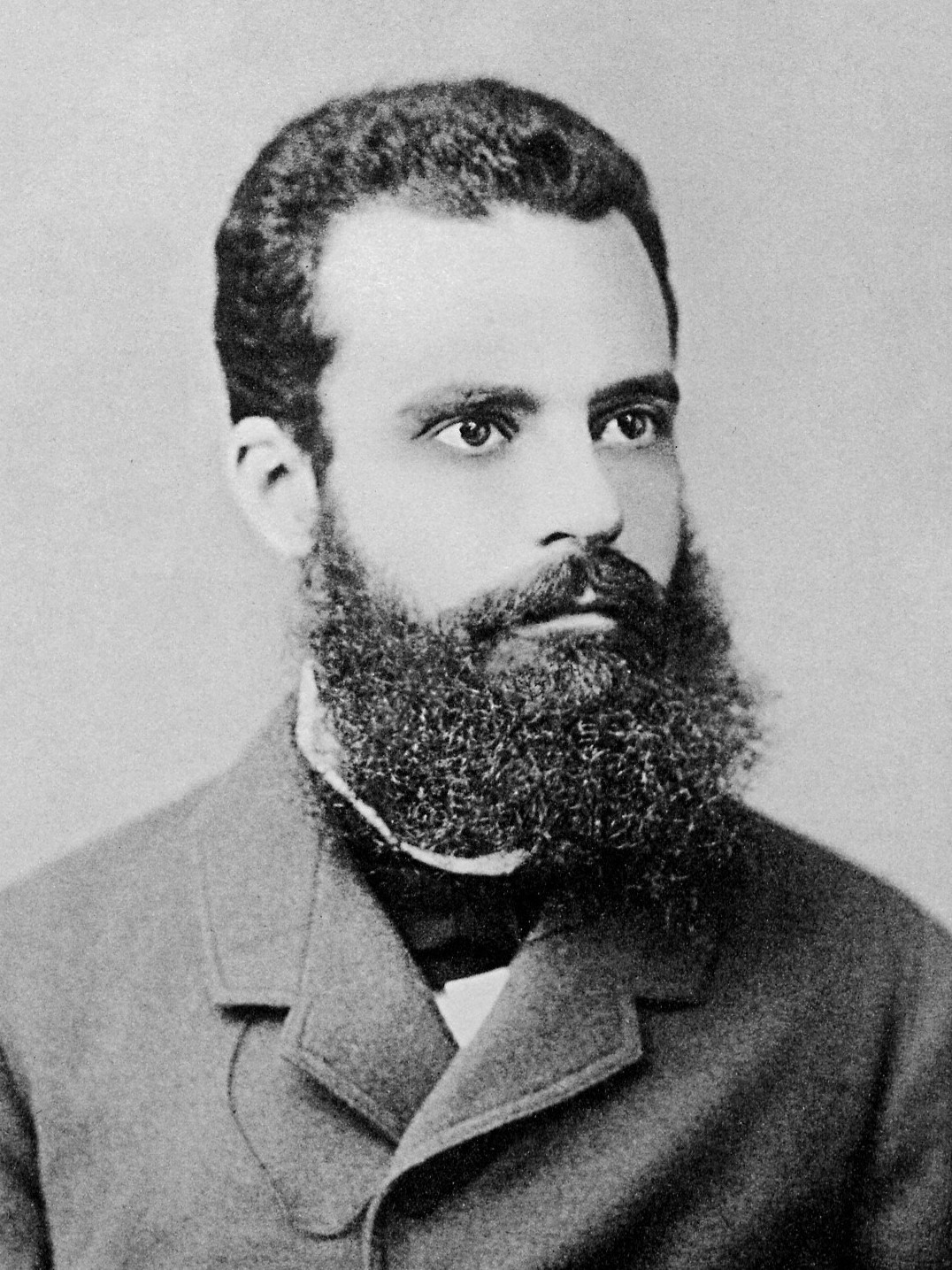
Vilfredo Pareto (1848–1923)

- Paretsky, Sara (* 1947), US-amerikanische Krimi-Schriftstellerin
- Paretti, Sandra (1935–1994), deutsche Schriftstellerin
- Paretzke, Herwig (* 1944), deutscher Strahlenphysiker

### Pareu
- Pareus, Daniel (* 1605), deutscher Philologe und reformierter Pädagoge
- Pareus, David (1548–1622), reformierter Theologe
- Pareus, Johann Philipp (1576–1648), Latinist und reformierter Pädagoge

### Parew
- Parewyck, Mariska (* 1988), belgische Mittelstreckenläuferin

### Parey
- Parey, Friedrich (1889–1938), deutscher Jurist und Oberreichsanwalt am Volksgerichtshof
- Parey, Karl (1830–1902), deutscher Verwaltungsjurist, Rechtsanwalt und Politiker (NLP), MdR
- Parey, Paul (1842–1900), deutscher Verleger und Vorsitzender des Börsenverein der Deutschen Buchhändler
- Parey, Walther (1900–1945), deutscher Ingenieur und Schriftleiter
- Pareyn, Pamphiel (* 1991), belgischer Triathlet
- Pareyon, Gabriel (* 1974), mexikanischer Komponist, Musiktheoretiker und Musikhistoriker
- Pareyson, Luigi (1918–1991), italienischer Philosoph

### Parez
- Parežanin, Ratko (1898–1981), Gründungsmitglied der faschistischen ZBOR-Partei, Schriftsteller